# Inmigración ucraniana en Rumania
Los ucranianos (en ucraniano: Українці, en rumano: Ucraineni) son la tercera diáspora más numerosa de las minorías étnicas de Rumania. Según un censo rumano de 2011, se estimó un total de 51 703 personas, lo que representa el 0.3 % de la población total. Los ucranianos afirman que el número real ronda las 250 000-300 000 personas. Los ucranianos viven principalmente en el norte de Rumania, en zonas cercanas a la frontera con Ucrania. Más del 60 % de los ucranianos rumanos viven en Maramureș (31 234), donde representan 6.77 % de la población. Poblaciones considerables de ucranianos también se encuentran en los distritos de Suceava (5698 personas), Timiș (5953), Caraș-Severin (2600), Satu Mare (1397), Tulcea (1317) y Arad (1295). Los ucranianos constituyen la mayoría poblacional en siete comunas rurales (comună) de Maramureș (Bistra, Bocicoiu Mare, Poienile de sub Munte, Remeţi, Repedea, Rona de Sus y Ruscova) y tres en el distrito de Suceava (Balcauti, Izvoarele Sucevei y Ulma), así como en Ştiuca (Timiş) y Copăcele (Caras-Severin). Según el censo de 2002, el 79 % de los ucranianos afirmaron ser ortodoxos orientales —organizados en el vicariato ortodoxo ucraniano de Sighetu Marmaţiei—, pentecostales (10 %), y grecocatólicos (2.8 %) —organizados en el vicariato grecocatólico ucraniano de Rădăuţi—, adventistas del Séptimo Día (2.1 %), ortodoxos lipovanos (1.2 %) y el 2.9 % declaró que pertenecían a «otra religión».
Un segundo grupo de ucranianos en Rumania viven en la Dobruja, región del delta del Danubio. Estos son descendientes de cosacos de Zaporozhia que huyeron del dominio ruso en el siglo XVIII. En 1830 sumaban 1095 familias. Con el pasar de los años se les unieron otros campesinos que huían servidumbre en el Imperio Ruso. En 1992 sus descendientes fueron estimados en cuatro mil personas, según estadísticas oficiales rumanas, mientras que la comunidad local afirma 20 000. Conocidos como rusnacos, continúan dedicándose al tradicional estilo de vida cosaco de caza y pesca.
Como una minoría étnica reconocida oficialmente, los ucranianos tienen un escaño reservado en la Cámara de Diputados de Rumanía. Ştefan Tcaciuc ostentó la silla desde 1990 hasta su muerte en 2005, cuando fue reemplazado por Ştefan Buciuta.